# Popovići (Kraljevo)
Popovići (Servisch cyrillisch Поповићи) is een plaats in de Servische gemeente Kraljevo. De plaats telt 300 inwoners (2002).